# Marco Masini

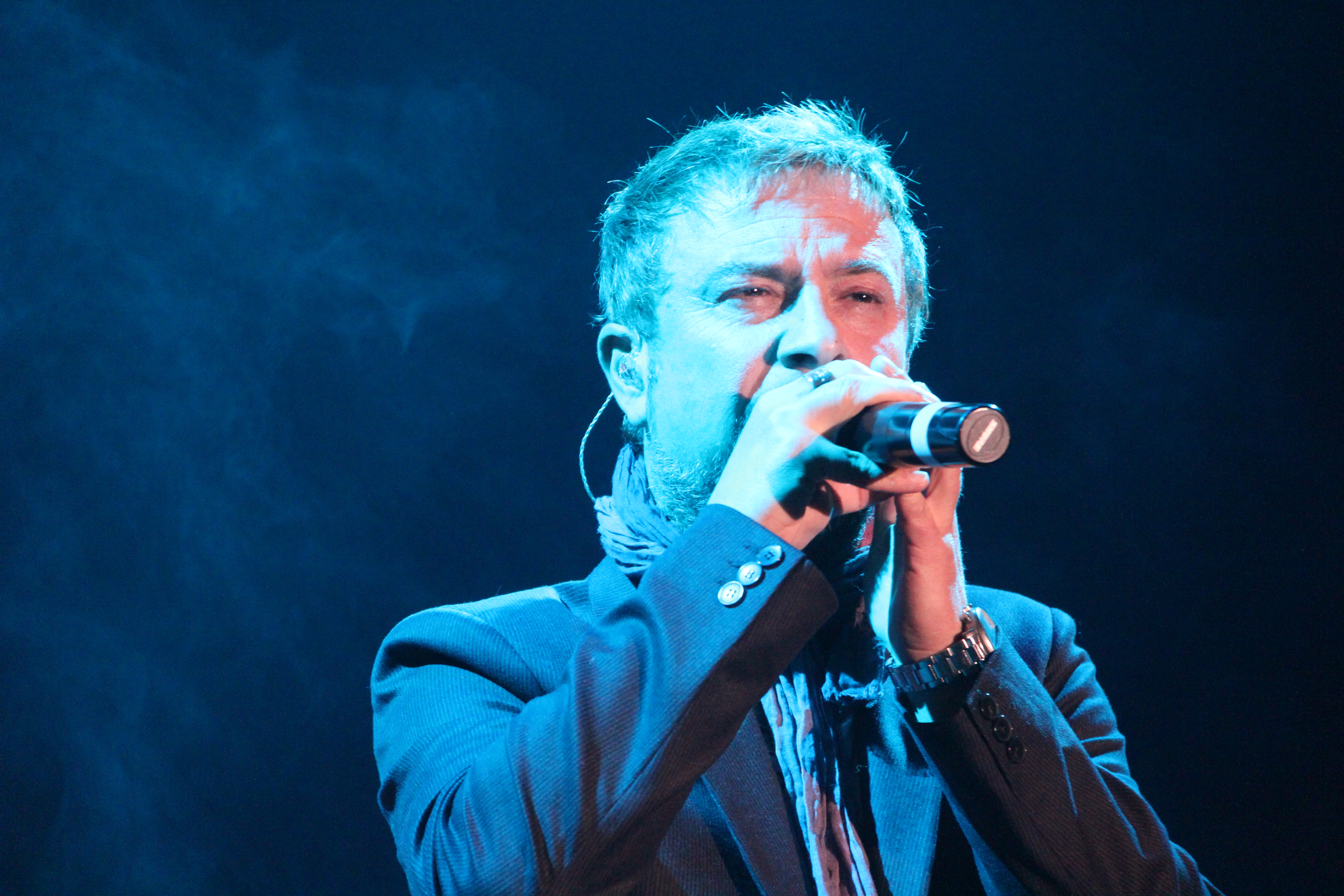
Marco Masini bei einem Auftritt 2010

Marco Masini (* 18. September 1964 in Florenz) ist ein italienischer Rocksänger. Er gewann das Sanremo-Festival 1990 in der Newcomer- und 2004 mit L’uomo volante in der Hauptkategorie.

## Karriere
Masini nahm als Kind Klavierstunden. Während der Oberschule gründete er mit einigen Freunden die Band Errata Corrige. Er brach die Schule vor dem Abschluss ab, was zu Streitigkeiten mit seiner Familie führte. In Modena arbeitete er ein halbes Jahr in einem Aufnahmestudio, wo er Musik für Diskotheken mixte. Zurück in Florenz lernte er Komposition bei Walter Savelli, dem Pianisten von Claudio Baglioni, während er sich als Klavierspieler in Bars über Wasser hielt. Er begann, eigene Lieder zu schreiben, wurde jedoch zunächst von den Labels abgelehnt.
Masini arbeitete dann mit dem Studiobesitzer Bob Rosati aus Sesto Fiorentino und dem Liedtexter Beppe Dati zusammen. 1986 traf er schließlich auf Giancarlo Bigazzi, der ihm eine Reihe von Gelegenheiten bot, sein Talent unter Beweis zu stellen. Masini war an Filmsoundtracks beteiligt (Mediterraneo, Für immer Mery, Überleben in Palermo), sang das Demo zum späteren Sanremo-Siegerlied Si può dare di più (Enrico Ruggeri, Gianni Morandi, Umberto Tozzi) ein und spielte als Livemusiker mit Umberto Tozzi in der Royal Albert Hall (er war auch für die Arrangements verantwortlich). 1987 ging er selbst auf Tournee und begleitete anschließend Raf, an dessen Album Cosa resterà… er ebenfalls mitgearbeitet hatte. Seine erste eigene Single erschien 1988 mit Uomini.
Im Jahr 1990 ging Masini beim Sanremo-Festival in der Newcomer-Kategorie ins Rennen und gewann mit dem Lied Disperato. Im Anschluss daran veröffentlichte er sein selbstbetiteltes Debütalbum. Schon 1991 kehrte er mit Perché lo fai nach Sanremo zurück und erreichte den dritten Platz im Wettbewerb; in den Charts gelang ihm ein Nummer-eins-Hit. Das zweite Album Malinconoia konnte ebenfalls den ersten Platz der Charts erreichen. Nach einer Tournee und einer kurzen Pause legte der Musiker 1993 das dritte Album T’innamorerai nach, das den wegen Vulgarität vielkritisierten Hit Vaffanculo enthielt. Auch das vierte Album Il cielo della vergine, das 1995 erneut die Chartspitze erreichen konnte, enthielt textlich sehr explizite Lieder wie Bella stronza und Principessa. 1996 folgte die erste Kompilation L’amore sia con te.
Zusammen mit Mario Manzani und Marco Poggioni gründete Masini das Label Ma.Ma., bei dem er 1998 sein nächstes Album Scimmie veröffentlichte. Ab hier trat der Musiker mit verändertem Look und einem rocklastigeren Stil in Erscheinung. Die Weihnachtssingle Il giorno di Natale (Il giorno più banale) 1999 stellte noch einmal eine Rückbesinnung auf seine Anfänge dar. Ohne großen Erfolg kehrte Masini 2000 mit Raccontami di te nach Sanremo zurück und veröffentlichte im Anschluss das gleichnamige Album. Schon 2001 ließ er Uscita di sicurezza folgen. Doch Masinis Karriere litt zu diesem Zeitpunkt stark unter der mangelnden aktiven Vermarktung durch BMG Ricordi sowie der überwiegend negativen Berichterstattung über ihn durch die Medien. Im April 2001 gab der Sänger deshalb bekannt, sich aus dem Geschäft zurückzuziehen.
Doch im Oktober 2003 kehrte Masini beim unabhängigen Label MBO Music mit der Kompilation Il mio cammino ins Rampenlicht zurück. 2004 nahm er mit L’uomo volante erneut am Sanremo-Festival teil und konnte den Wettbewerb gewinnen. Im Anschluss veröffentlichte er Masini!, eine Neuauflage von Il mio cammino. Aus einer ausgedehnten Europatournee ging Ende des Jahres sein erstes Livealbum hervor. Schon 2005 ging Masini mit Nel mondo dei sogni erneut in Sanremo ins Rennen. Das Lied fand Platz auf dem folgenden Album Il giardino delle api. 2006 arbeitete er mit Umberto Tozzi zusammen und brachte das Kollaboalbum Tozzi/Masini heraus, auf dem die beiden Musiker Lieder des jeweils anderen interpretierten sowie Duette sangen. Zusammen gingen sie auch auf Tournee.

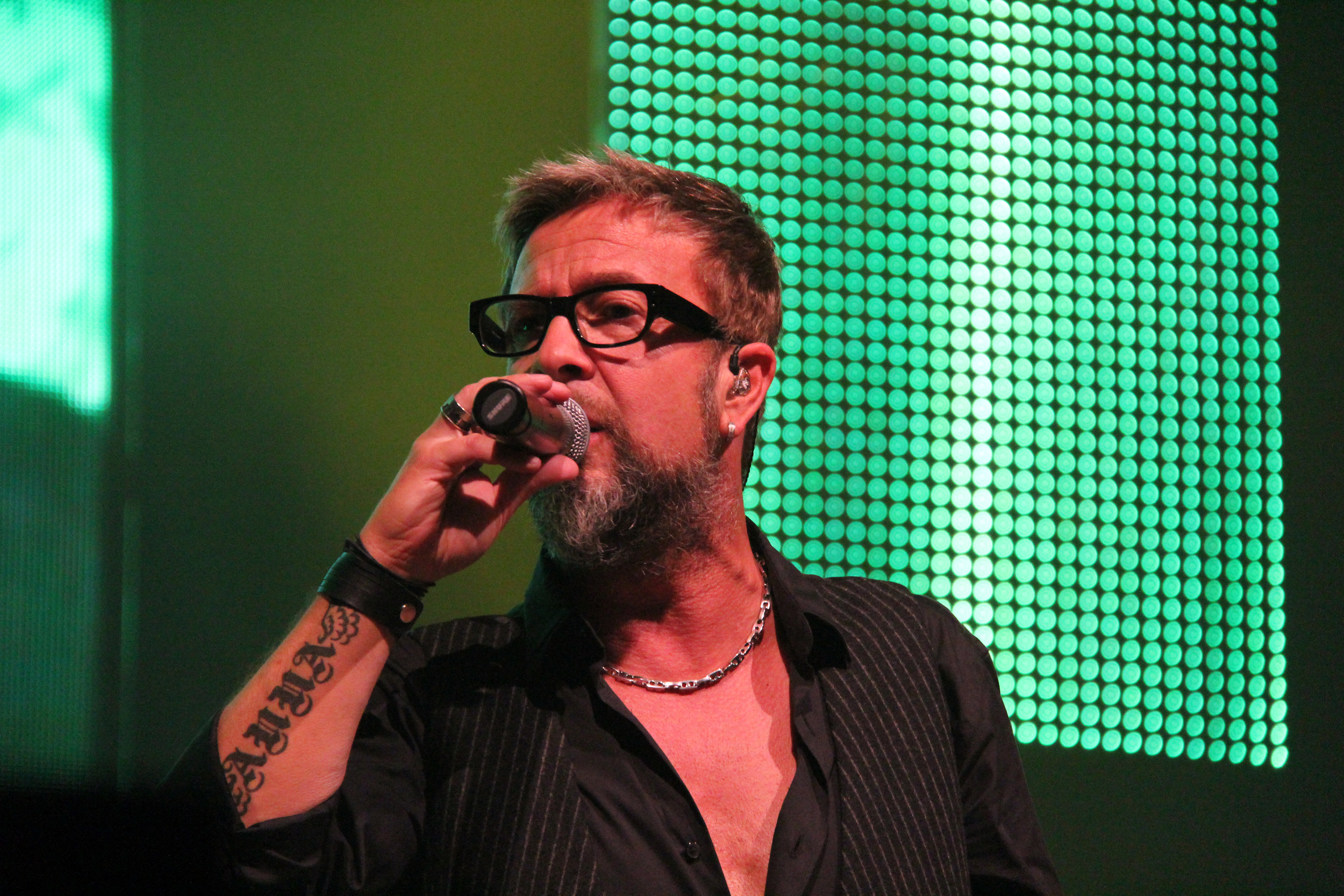
Marco Masini 2015

Zusammen mit Beppe Dati zeichnete Masini 2007 für das Musiktheater Il brutto anatroccolo verantwortlich. Mit dem Lied L’Italia trat er schließlich beim Sanremo-Festival 2009 wieder an. Es folgte das Album L’Italia… e altre storie und 2010 das Jubiläums-Livealbum Un palco lungo… 20 anni. 2011 erschien das nächste Studioalbum Niente d’importante, 2013 die Kompilation La mia storia… piano e voce, auf der Masini seine Lieder in sehr reduzierten Arrangements für Klavier und Gesang präsentierte. 2014 unterschrieb er einen neuen Plattenvertrag mit Sony und ging 2015 mit Che giorno è zum sechsten Mal in der Hauptkategorie des Sanremo-Festivals ins Rennen. Im Anschluss erschien die 3-CD-Kompilation Cronologia.
Beim Sanremo-Festival 2017 trat Masini erneut an und präsentierte das Lied Spostato di un secondo. Es folgte ein gleichnamiges Studioalbum und ein Livealbum. Beim Sanremo-Festival 2018 trat er an einem Abend als Duettpartner des Teilnehmers Red Canzian auf. Zu seinem 30-jährigen Bühnenjubiläum ging er schließlich 2020 mit Il confronto noch einmal selbst in Sanremo ins Rennen und veröffentlichte die Kompilation Masini +1 – 30th Anniversary.

## Diskografie

### Studioalben
| Jahr | Titel                    | Höchstplatzierung, Gesamtwochen, AuszeichnungChartplatzierungen (Jahr, Titel, Platzierungen, Wochen, Auszeichnungen, Anmerkungen) | Höchstplatzierung, Gesamtwochen, AuszeichnungChartplatzierungen (Jahr, Titel, Platzierungen, Wochen, Auszeichnungen, Anmerkungen) | Anmerkungen                                               |
| Jahr | Titel                    | IT | CH | Anmerkungen                                               |
| ---- | ------------------------ | --- | --- | --------------------------------------------------------- |
| 1990 | Marco Masini             | IT2 (36 Wo.)IT | — |                                                           |
| 1991 | Malinconoia              | IT1 (35 Wo.)IT | CH— GoldCH | Erstveröffentlichung: 1. Februar 1991 Verkäufe: + 25.000  |
| 1993 | T’innamorerai            | IT2 (25 Wo.)IT | CH9 (16 Wo.)CH | Erstveröffentlichung: 15. Januar 1993                     |
| 1995 | Il cielo della vergine   | IT1 (27 Wo.)IT | CH9 Gold · (15 Wo.)CH | Erstveröffentlichung: Januar 1995 Verkäufe: + 25.000      |
| 1998 | Scimmie                  | IT13 (2 Wo.)IT | — | Erstveröffentlichung: November 1998                       |
| 2000 | Raccontami di te         | IT15 (11 Wo.)IT | CH64 (6 Wo.)CH | Erstveröffentlichung: 17. Februar 2000                    |
| 2001 | Uscita di sicurezza      | IT18 (5 Wo.)IT | CH78 (4 Wo.)CH | Erstveröffentlichung: 26. Januar 2001                     |
| 2005 | Il giardino delle api    | IT8 (15 Wo.)IT | CH58 (2 Wo.)CH | Erstveröffentlichung: 10. Juni 2005                       |
| 2006 | Tozzi/Masini             | IT23 (13 Wo.)IT | — | Erstveröffentlichung: 24. November 2006 mit Umberto Tozzi |
| 2009 | L’Italia… e altre storie | IT6 (11 Wo.)IT | — | Erstveröffentlichung: 20. Februar 2009                    |
| 2011 | Niente d’importante      | IT8 (10 Wo.)IT | — | Erstveröffentlichung: 27. September 2011                  |
| 2017 | Spostato di un secondo   | IT6 (14 Wo.)IT | CH69 (1 Wo.)CH | Erstveröffentlichung: 10. Februar 2017                    |
| 2024 | 10 amori                 | IT9 (2 Wo.)IT | CH75 (1 Wo.)CH | Erstveröffentlichung: 4. Oktober 2024                     |

### Livealben
| Jahr | Titel                   | Höchstplatzierung, Gesamtwochen, AuszeichnungChartplatzierungen (Jahr, Titel, Platzierungen, Wochen, Auszeichnungen, Anmerkungen) | Höchstplatzierung, Gesamtwochen, AuszeichnungChartplatzierungen (Jahr, Titel, Platzierungen, Wochen, Auszeichnungen, Anmerkungen) | Anmerkungen                              |
| Jahr | Titel                   | IT | CH | Anmerkungen                              |
| ---- | ----------------------- | --- | --- | ---------------------------------------- |
| 2004 | Masini live 2004        | IT50 (10 Wo.)IT | — | Erstveröffentlichung: 19. November 2004  |
| 2010 | Un palco lungo… 20 anni | IT24 (5 Wo.)IT | — | Erstveröffentlichung: 23. November 2010  |
| 2017 | Masini in concerto      | IT28 (3 Wo.)IT | — | Erstveröffentlichung: 29. September 2017 |

### Kompilationen (Auswahl)
| Jahr | Titel                        | Höchstplatzierung, Gesamtwochen, AuszeichnungChartplatzierungen (Jahr, Titel, Platzierungen, Wochen, Auszeichnungen, Anmerkungen) | Höchstplatzierung, Gesamtwochen, AuszeichnungChartplatzierungen (Jahr, Titel, Platzierungen, Wochen, Auszeichnungen, Anmerkungen) | Anmerkungen                                             |
| Jahr | Titel                        | IT | CH | Anmerkungen                                             |
| ---- | ---------------------------- | --- | --- | ------------------------------------------------------- |
| 1996 | L’amore sia con te           | IT9 (12 Wo.)IT | CH44 (6 Wo.)CH |                                                         |
| 2001 | Collezione                   | IT28 (10 Wo.)IT | — |                                                         |
| 2003 | Il mio cammino               | IT15 (5 Wo.)IT | — | Erstveröffentlichung: 10. Oktober 2003                  |
| 2004 | Masini!                      | IT8 (25 Wo.)IT | CH59 (3 Wo.)CH | Erstveröffentlichung: 5. März 2004                      |
| 2004 | Ti racconto di me            | IT48 (3 Wo.)IT | — |                                                         |
| 2009 | Il meglio di Marco Masini    | IT63 (7 Wo.)IT | — | Erstveröffentlichung: 20. Februar 2009                  |
| 2011 | I miei successi              | IT33 (3 Wo.)IT | — | Erstveröffentlichung: 29. März 2011 Charteinstieg: 2014 |
| 2013 | La mia storia… piano e voce  | IT15 (9 Wo.)IT | — | Erstveröffentlichung: 2. April 2013                     |
| 2015 | Cronologia                   | IT8 (21 Wo.)IT | — | Erstveröffentlichung: 12. Februar 2015                  |
| 2020 | Masini +1 – 30th Anniversary | IT4 (6 Wo.)IT | CH58 (3 Wo.)CH | Erstveröffentlichung: 7. Februar 2020                   |

### Singles
| Jahr | Titel Album                                                 | Höchstplatzierung, Gesamtwochen, AuszeichnungChartplatzierungen (Jahr, Titel, Album, Platzierungen, Wochen, Auszeichnungen, Anmerkungen) | Höchstplatzierung, Gesamtwochen, AuszeichnungChartplatzierungen (Jahr, Titel, Album, Platzierungen, Wochen, Auszeichnungen, Anmerkungen) | Anmerkungen                                                              |
| Jahr | Titel Album                                                 | IT | CH | Anmerkungen                                                              |
| ---- | ----------------------------------------------------------- | --- | --- | ------------------------------------------------------------------------ |
| 1990 | Disperato Marco Masini                                      | IT7 (31 Wo.)IT | — | Siegerbeitrag (Newcomer) zum Sanremo-Festival 1990                       |
| 1991 | Perché lo fai Malinconoia                                   | IT1 (29 Wo.)IT | — | Beitrag zum Sanremo-Festival 1991                                        |
| 1993 | Vaffanculo T’innamorerai                                    | IT24 Gold · (1 Wo.)IT | — | Verkäufe: + 50.000                                                       |
| 2000 | Il giorno di Natale (Il giorno più banale) Raccontami di te | IT28 (1 Wo.)IT | — |                                                                          |
| 2003 | Generation Il mio cammino                                   | IT43 (1 Wo.)IT | — |                                                                          |
| 2004 | L’uomo volante Masini!                                      | IT8 (13 Wo.)IT | — | Siegerbeitrag zum Sanremo-Festival 2004                                  |
| 2004 | E ti amo Masini!                                            | IT43 (2 Wo.)IT | — |                                                                          |
| 2005 | Nel mondo dei sogni Il giardino delle api                   | IT8 (10 Wo.)IT | — | Erstveröffentlichung: 4. März 2005 Beitrag zum Sanremo-Festival 2005     |
| 2005 | Il giardino delle api                                       | IT9 (3 Wo.)IT | — | Erstveröffentlichung: 20. Mai 2005                                       |
| 2005 | Rimani così Il giardino delle api                           | IT22 (3 Wo.)IT | — | Erstveröffentlichung: 11. November 2005                                  |
| 2009 | L’Italia L’Italia… e altre storie                           | IT20 (3 Wo.)IT | — | Erstveröffentlichung: 18. Februar 2009 Beitrag zum Sanremo-Festival 2009 |
| 2011 | Niente d’importante                                         | IT74 (1 Wo.)IT | — | Erstveröffentlichung: 2. September 2011                                  |
| 2013 | Io ti volevo La mia storia… piano e voce                    | IT66 (1 Wo.)IT | — | Erstveröffentlichung: 12. März 2013                                      |
| 2015 | Che giorno è Cronologia                                     | IT20 (4 Wo.)IT | — | Beitrag zum Sanremo-Festival 2015                                        |
| 2017 | Spostato di un secondo                                      | IT45 (2 Wo.)IT | — | Erstveröffentlichung: 9. Februar 2017 Beitrag zum Sanremo-Festival 2017  |
| 2020 | Il confronto Masini +1 – 30th Anniversary                   | IT26 (2 Wo.)IT | — | Erstveröffentlichung: 5. Februar 2020 Beitrag zum Sanremo-Festival 2020  |
| 2025 | Bella stronza –                                             | IT24 (6 Wo.)IT | — | Erstveröffentlichung: 15. Februar 2025 mit Fedez feat. Kings             |

Weitere Singles
- 1988 – Uomini
- 1990 – Ci vorrebbe il mare
- 1991 – Ti vorrei
- 1993 – T’innamorerai – IT: Gold (2024)  (50.000+)[5]
- 1994 – La libertà
- 1995 – Bella stronza – IT: Gold (2019)  (25.000+)[5]
- 1995 – Principessa
- 1995 – Il cielo della vergine
- 1996 – L’amore sia con te
- 1998 – Scimmie
- 1999 – Fino a tutta la vita che c’è
- 1999 – Lungomare
- 2000 – Raccontami di te
- 2000 – Protagonista
- 2000 – Ancora vita è
- 2001 – Lasciaminonmilasciare
- 2001 – Il bellissimo mestiere
- 2003 – Io non ti sposerò
- 2005 – Tutto quello che ho di te
- 2006 – Maledetta amica mia
- 2006 – Come si fa…? (mit Umberto Tozzi)
- 2007 – Anima italiana (mit Umberto Tozzi)
- 2007 – Arrivederci per lei (mit Umberto Tozzi)
- 2009 – Com’è bella la vita
- 2009 – Lontano dai tuoi angeli
- 2011 – Non ti amo più
- 2012 – Colpevole
- 2015 – Non è vero che l’amore cambia il mondo

## Belege
1. ↑  Elena Masuelli: Festival di Sanremo 2017, big e giovani: ecco tutti i cantanti in gara. In: LaStampa.it. 12. Dezember 2016, abgerufen am 13. Dezember 2016 (italienisch).
2. 1 2 3  Chartquellen (Alben):
  - M&D-Chartarchiv. Musica e dischi, archiviert vom Original (nicht mehr online verfügbar) am 24. Juli 2017; abgerufen am 4. April 2018 (italienisch, kostenpflichtiger Abonnement-Zugang; IT bis 1995).  Info: Der Archivlink wurde automatisch eingesetzt und noch nicht geprüft. Bitte prüfe Original- und Archivlink gemäß Anleitung und entferne dann diesen Hinweis.
  - Guido Racca & Chartitalia: Top 100 FIMI Album. Lulu, 2013, S. 134; 178 (IT 1995–2012).
  - Alben von Marco Masini. In: Italiancharts.com. Hung Medien, abgerufen am 4. April 2018 (IT ab 2000).
  - Alben von Marco Masini. In: Hitparade.ch. Hung Medien, abgerufen am 4. April 2018 (CH).
3. 1 2  Edelmetall für Marco Masini. In: Hitparade.ch. Hung Medien, abgerufen am 1. August 2023.
4. ↑  Chartquellen (Singles):
  - M&D-Chartarchiv. Musica e dischi, archiviert vom Original (nicht mehr online verfügbar) am 24. Juli 2017; abgerufen am 4. April 2018 (italienisch, kostenpflichtiger Abonnement-Zugang; IT bis 1997).  Info: Der Archivlink wurde automatisch eingesetzt und noch nicht geprüft. Bitte prüfe Original- und Archivlink gemäß Anleitung und entferne dann diesen Hinweis.
  - Guido Racca & Chartitalia: Top 100 FIMI Singoli. Lulu, 2013, S. 118 (IT 1997–2012).
  - Archivio classifiche Top Singoli. FIMI, abgerufen am 4. April 2018 (italienisch, IT ab 2008).
5. 1 2 3  Certificazioni. FIMI, abgerufen am 1. August 2023 (italienisch).

| Personendaten    | Personendaten            |
| ---------------- | ------------------------ |
| NAME             | Masini, Marco            |
| KURZBESCHREIBUNG | italienischer Rocksänger |
| GEBURTSDATUM     | 18. September 1964       |
| GEBURTSORT       | Florenz                  |